# Panzoult
Panzoult település Franciaországban, Indre-et-Loire megyében. Lakosainak száma 599 fő (2022. január 1.). Panzoult Avon-les-Roches, Cheillé, Cravant-les-Côteaux, Crouzilles, L’Île-Bouchard, Rivarennes, Sazilly és Tavant községekkel határos.

## Népesség
A település népességének változása:
| Lakosok száma | 554  | 481  | 551  | 570  | 546  | 551  | 595  | 611  | 620  | 599  |
|               | 1968 | 1982 | 1990 | 2006 | 2013 | 2015 | 2017 | 2019 | 2020 | 2022 |